# Open de Croatie (taekwondo)
L’Open de Croatie est une compétition de taekwondo organisée annuellement par la Fédération croate de Taekwondo.
Ce tournoi est un événement majeur dans le calendrier mondial du fait de son label « WTF-G1 ».

## Lieu des éditions
| Année(s)  | Ville    |
| --------- | -------- |
| 2007-2014 | Zagreb   |
| 2015      | Varaždin |
| 2016-...  | Zagreb   |

## Palmarès hommes
| WTF-G1 | WTF-G1                    | WTF-G1               | WTF-G1                | WTF-G1                 | WTF-G1             | WTF-G1           | WTF-G1                | WTF-G1                |
| Année  | -54 kg                    | -58 kg               | -63 kg                | -68 kg                 | -74 kg             | -80 kg           | -87 kg                | +87 kg                |
| ------ | ------------------------- | -------------------- | --------------------- | ---------------------- | ------------------ | ---------------- | --------------------- | --------------------- |
| 2019   | Mahamadou Amadou          | Bailey Lewis         | Ferhat Can Kavurat    | Marko Golubić          | Leon Sejranovic    | Faysal Sawadogo  | Mehdi Khodabakhshi    | Anthony Obame         |
| 2018   | Gianni Corsi              | Vito Dell'Aquila     | Damon Cavey           | Si Mohamed Ketbi       | Nikola Djurdjevic  | Aaron Cook       | Dinko Šegedin         | Vedran Golec          |
| 2017   | Ryuta Matsui              | Jesús Tortosa        | Marcos Caballero      | Joel González          | Julio Ferreira     | Steven López     | Yassine Trabelsi      | Abdoul Razak Issoufou |
| 2016   | Vincent Godei             | Jesús Tortosa        | Deni Andrun           | Si Mohamed Ketbi       | Toni Kanaet        | Milad Beigi      | Ivan Trajkovic        | Jintao Liu            |
| 2015   | Armin Hadipour Seighalani | Salaheddine Bensalah | Kim Seok-Bae          | Behnam Asbaghikhanghah | Daniel Quesada     | Cheick Cissé     | Omid Amidi            | Sajjad Mardani        |
| 2014   | Marko Maljkovic           | Rui Bragança         | Lovre Brečić          | Joel González          | Julio Ferreira     | Piotr Pazinski   | Alexander Bachmann    | Vedran Golec          |
| ETU-A  |                           |                      |                       |                        |                    |                  |                       |                       |
| 2013   | Nidal Abarahou            | Stipe Jarloni        | Nikola Vuckovic       | Filip Grgic            | Damir Fejzić       | Dinko Šegedin    | Nikola Bojo           | Vedran Golec          |
| 2012   | Lovre Brečić              | Moty Lugasi          | Oleksandr Khomenko    | Vladimir Dalakliev     | Viktor Milovanovic | Gregor Pirš      | Nikola Bojo           | Vedran Golec          |
| 2011   | Milos Gladovic            | Levent Tuncat        | Tayfun Yilmazer       | Filip Grgic            | Elvin Mammadov     | Nikolaos Tzellos | Faghihi Gholam-Hosein | Ivan Trajkovič        |
| 2010   | Duje Ševo                 | Stipe Jarloni        | Jure Pantar           | Daniel Manz            | Gregor Pirš        | Nikolaos Tzellos | Konstantinos Goltsios | Hrvoje Brajkovic      |
| 2009   | Sergej Kolb               | Tayfun Yilmazer      | Stylianos Mechteridis | Michał Łoniewski       | Dean Sarcevic      | Kamil Chwesiuk   | Konstantinos Goltsios | Vedran Golec          |
| Année  | -54 kg                    | -58 kg               | -62 kg                | -67 kg                 | -72 kg             | -78 kg           | -84 kg                | +84 kg                |
| 2008   | Mirko Madzar              | Tihomir Vasilev      | Haluk Atalar          | Dennis Bekkers         | Kivanc Dincsalman  | Aleer Ahmed      | Balázs Tóth           | Ferry Greevink        |
| 2007   | Sergey De                 | Alan Nogaev          | Dimitriy Frank        | Matija Santic          | Vasily Nikitin     | Marko Gavranic   | Łukasz Śmigaj         | Radomir Samardžić     |

## Palmarès femmes
| WTF-G1 | WTF-G1             | WTF-G1                 | WTF-G1            | WTF-G1             | WTF-G1             | WTF-G1            | WTF-G1                | WTF-G1              |
| Année  | -46 kg             | -49 kg                 | -53 kg            | -57 kg             | -62 kg             | -67 kg            | -73 kg                | +73 kg              |
| ------ | ------------------ | ---------------------- | ----------------- | ------------------ | ------------------ | ----------------- | --------------------- | ------------------- |
| 2019   | Paula Antunovic    | Supharada Kisskalt     | Kristina Tomić    | Kristina Beros     | Petra Štolbová     | Ruth Gbagbi       | Doris Pole            | Lorena Brandl       |
| 2018   | Lucija Abramović   | Şuheda Nur Güler       | Tijana Bogdanović | Nikita Glasnović   | Nadica Bozanic     | Cecilia Castro    | Yanna Schneider       | Ana Tepavac         |
| 2017   | Rivka Bayech       | Blanca Palmer          | Madeline Folgmann | Jolanta Tarvida    | Ivana Babic        | Doris Pole        | Anika Godel-Chelmecka | Lorena Brandl       |
| 2016   | Rukiye Yıldırım    | Yuntao Wenren          | Tianrui Zhan      | Bruna Vuletić      | Daniela Rotolo     | Yunfei Guo        | Anika Godel-Chelmecka | Xingyue Guo         |
| 2015   | Kim So-hui         | Panipak Wongpattanakit | Huang Yun-wen     | Raheleh Asemani    | Adanys Cordero     | Elin Johansson    | Nur Tatar             | Jacqueline Galloway |
| 2014   | Ioanna Koutsou     | Kristina Tomić         | Dragana Gladović  | Edina Kotsis       | Marina Sumić       | Matea Jelić       | Yanna Schneider       | Violeta Babic       |
| ETU-A  |                    |                        |                   |                    |                    |                   |                       |                     |
| 2013   | Adriana Federici   | Lucija Zaninović       | Dragana Gladović  | Edina Kotsis       | Aline Dossou Gbete | Dunja Lemajić     | Milica Mandić         | Ana Bajić           |
| 2012   | Iryna Romoldanova  | Ganna Soroka           | Jelena Ivančić    | Bat-El Gatterer    | Antonija Zeravica  | Katarzyna Lis     | Lana Caktas           | Maryna Konieva      |
| 2011   | Marina Usanovic    | Iris Silva Tang Sing   | Barbara Ducz      | Anna-Lena Frömming | Antonija Zeravica  | Farida Azizova    | Milica Mandić         | Maéva Mellier       |
| 2010   | Sümeyye Manz       | Hanna Zajc             | Ana Zaninović     | Iskra Pezdirc      | Marina Sumić       | Petra Matijasevic | Milica Mandić         | Maéva Mellier       |
| 2009   | Anneleen Goffin    | Natascha Mitrovits     | Jelena Zeravica   | Martina Zubčić     | Elin Johansson     | Petra Matijasevic | Nuša Rajher           | Ivana Zagar         |
| Année  | -47 kg             | -51 kg                 | -55 kg            | -59 kg             | -63 kg             | -67 kg            | -72 kg                | +72 kg              |
| 2008   | Natascha Mitrovits | Ana Zaninović          | Bat-El Gatterer   | Nikolina Kursa     | Marina Sumić       | Petra Matijasevic | Anja Draganić         | Ana Lopac           |
| 2007   | Elena Panova       | Ivana Vujcic           | Martina Zubčić    | Ernesta Masyte     | Josipa Kusanić     | Ekaterina Zenkina | Andrijana Ciric       | Iskra Knežević      |